# Pauline van Roessel
Pauline van Roessel (Bow Island, 9 de mayo de 1967) es una deportista canadiense que compitió en remo.
Ganó dos medallas en el Campeonato Mundial de Remo, en los años 2002 y 2003. Participó en los Juegos Olímpicos de Atenas 2004, ocupando el séptimo lugar en la prueba de ocho con timonel.

## Palmarés internacional
| Campeonato Mundial | Campeonato Mundial | Campeonato Mundial | Campeonato Mundial |
| Año                | Lugar              | Medalla            | Prueba             |
| ------------------ | ------------------ | ------------------ | ------------------ |
| 2002               | Sevilla (España)   | Medalla de plata   | Cuatro sin timonel |
| 2003               | Milán (Italia)     | Medalla de bronce  | Ocho con timonel   |